# North Sydney (Australia)
North Sydney (nazwa oficjalna North Sydney Council, Północne Sydney) – jeden z 38 obszarów samorządu terytorialnego wchodzących w skład aglomeracji Sydney, największego zespołu miejskiego Australii. Jak sugeruje już sama nazwa, North Sydney znajduje się na północnym brzegu zatoki Port Jackson. Bezpośrednio po drugiej stronie zatoki usytuowane jest ścisłe centrum Sydney, administracyjnie określane jako City of Sydney. Powierzchnia obszaru wynosi 11 km², a ludność 58 257 osób (2006).

## Geograficzny podział North Sydney
| - Cammeray - Cremorne - Cremorne Point - Crows Nest - Kirribilli - Kurraba Point - Lavender Bay | - McMahons Point - Milsons Point - Neutral Bay - North Sydney - St Leonards - Waverton - Wollstonecraft |

## Galeria

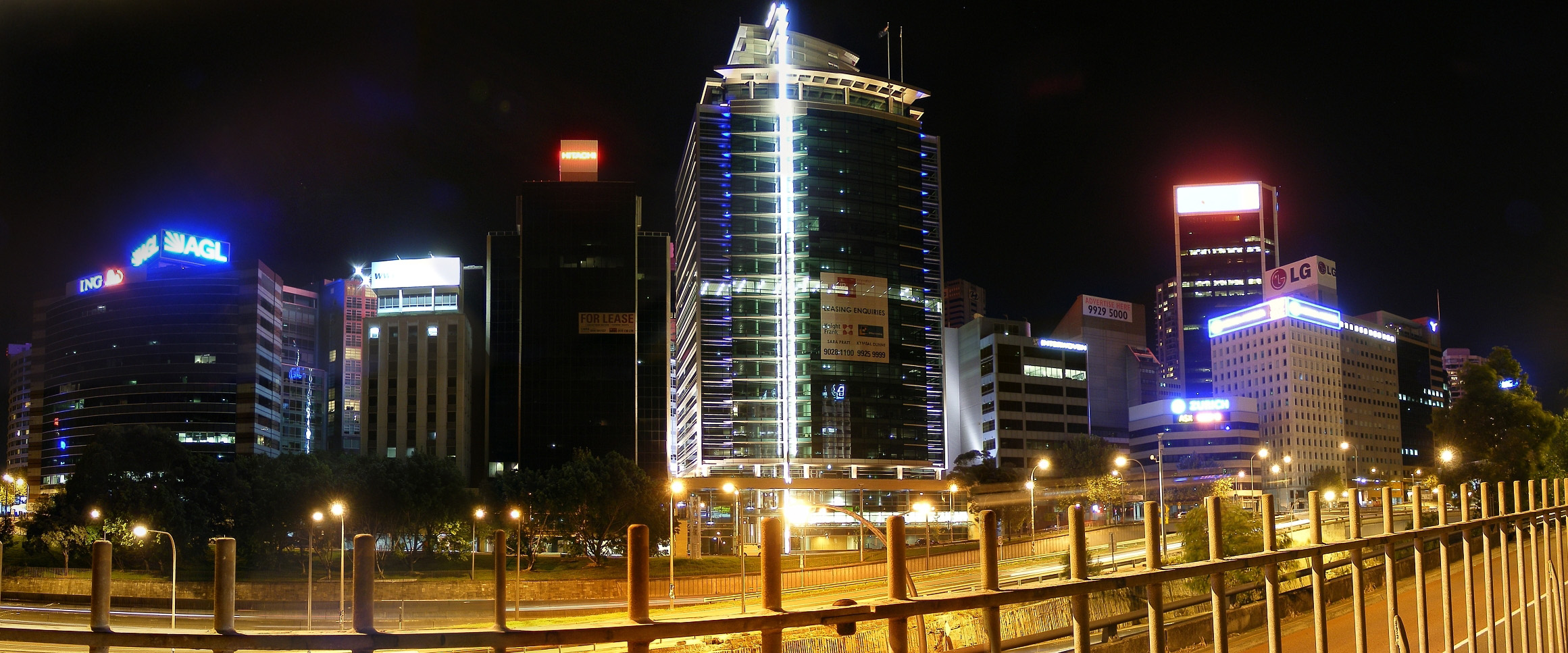
Biurowce nocą
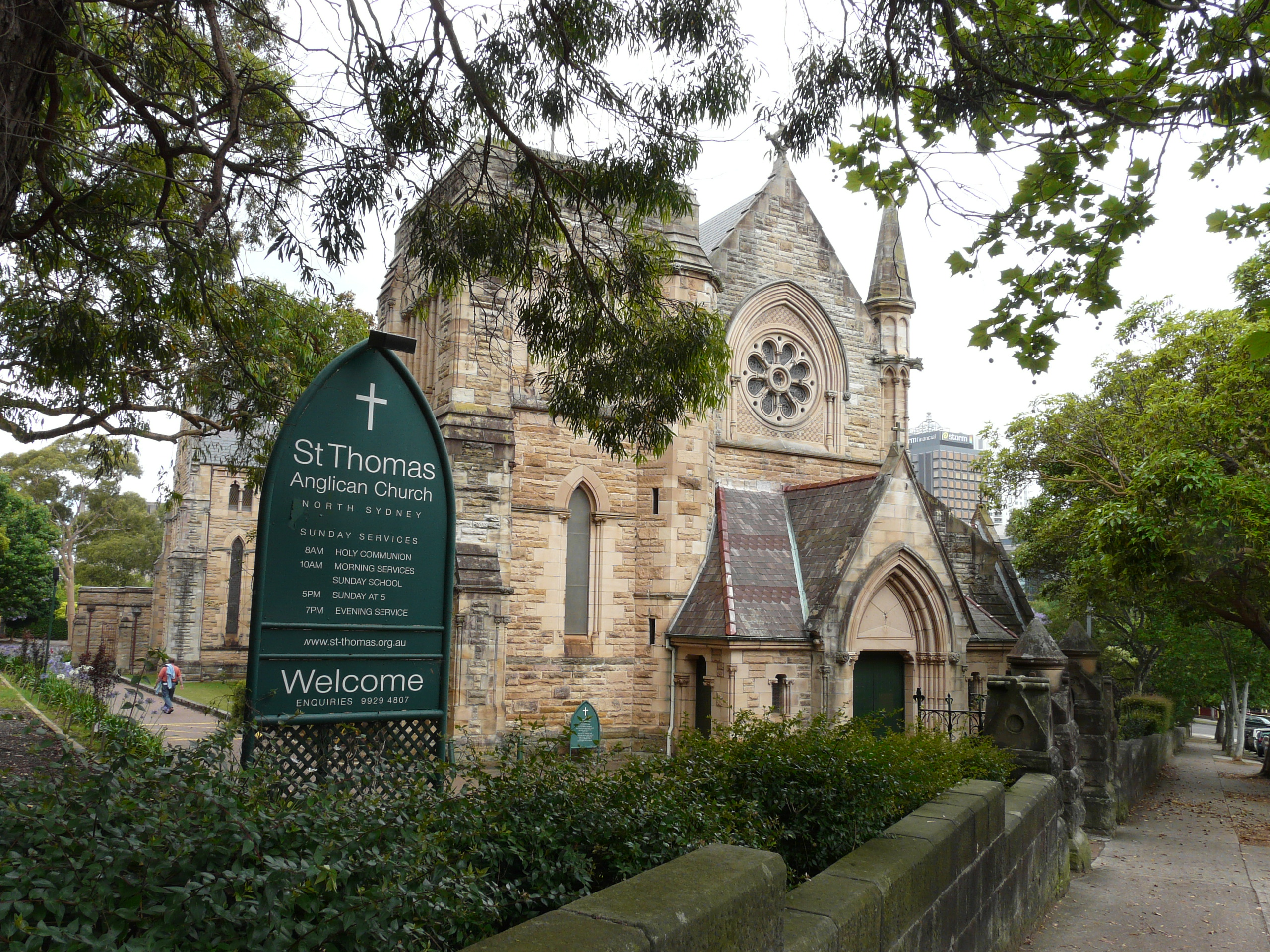
Anglikański kościół św. Tomasza
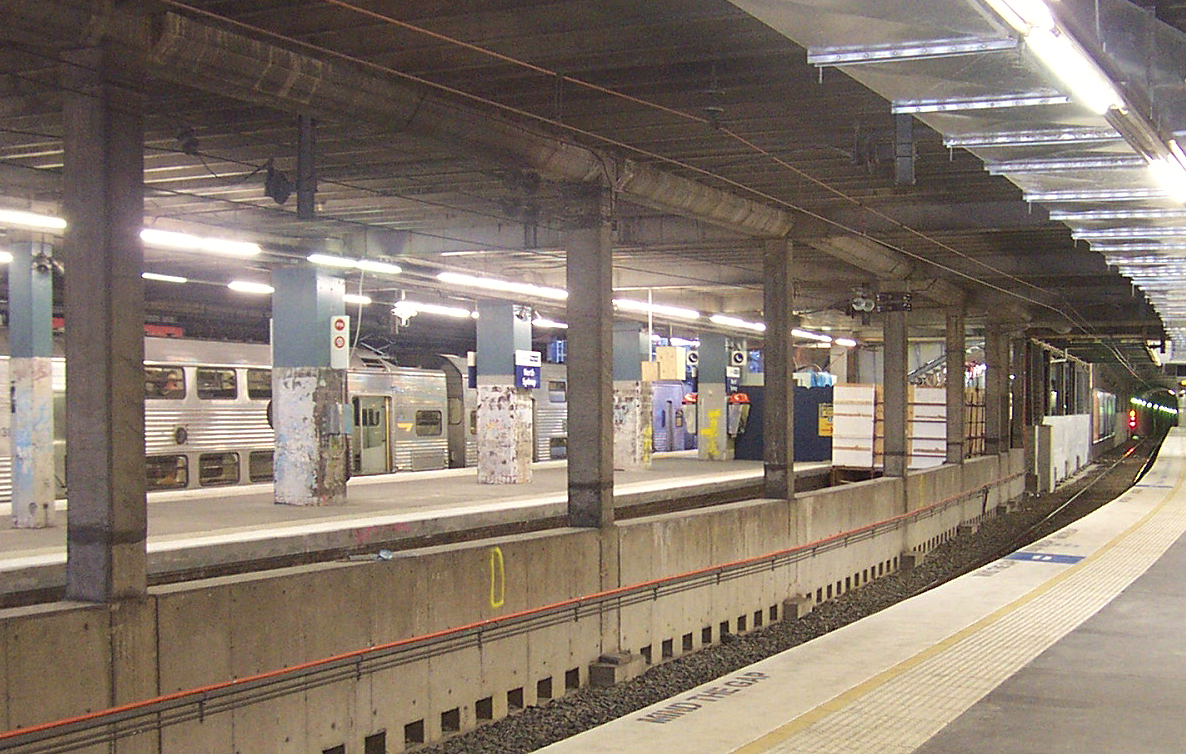
Stacja kolejowa North Sydney